# Liste der Kellergassen in Schrattenberg
Die Liste der Kellergassen in Schrattenberg führt die Kellergassen in der niederösterreichischen Gemeinde Schrattenberg an.
| Foto |                 | Kellergasse    | Standort                   | Beschreibung |
| ---- | --------------- | -------------- | -------------------------- | --- |
| BW   | Datei hochladen | Bindergasse    | KG: Schrattenberg Standort | Die Kellergasse ist eine einseitige Einzelkellergasse in Hanglage. Sie besteht aus 27 Gebäuden und hat eine Länge von 200 Metern. |
| ja   | Datei hochladen | Burg           | KG: Schrattenberg Standort | Über etwa 500 Meter Länge erstreckt sich die beidseitige Kellergasse in einem breiten Graben, der vom Ort nach Südwesten bergan führt. Anmerkung: Schmidbaur fasste Burg, Trift und Dameln zu einem Kellergassensystem von 1400 Metern Länge und 180 Gebäuden, davon knapp ein Drittel Um- und Neubauten, zusammen. |
| BW   | Datei hochladen | Dameln         | KG: Schrattenberg Standort | Die etwa 250 Meter lange einzeilige Kellergasse liegt westlich außerhalb des Orts an einer Geländekante zwischen Wiener Straße und Mühlbach. Etwa ein Dutzend Keller, überwiegend in Schildmauerform, sind vorhanden, viele davon erneuerungsbedürftig. Anmerkung: Schmidbaur fasste Burg, Trift und Dameln zu einem Kellergassensystem von 1400 Metern Länge und 180 Gebäuden, davon knapp ein Drittel Um- und Neubauten, zusammen. |
| BW   | Datei hochladen | Drittln/Neubau | KG: Schrattenberg Standort | Das einseitige Kellergassensystem in Grabenlage besteht aus 30 Gebäuden und hat eine Länge von 230 Metern. |
| ja   | Datei hochladen | Fürstenweg     | KG: Schrattenberg Standort | Die Kellergasse ist eine einseitige Einzelkellergasse in Hanglage. Sie besteht aus 30 Gebäuden und hat eine Länge von 250 Metern. |
| BW   | Datei hochladen | Mohrberg       | KG: Schrattenberg Standort | Das beidseitige Kellergassensystem in Hanglage befindet sich am westlichen Ortsrand, im Bereich Maierhof und Kellergasse. Es besteht aus 46 Gebäuden und hat eine Länge von 350 Metern. Die älteste Datierung geht auf das Jahr 1898 zurück. |
| BW   | Datei hochladen | Rundelle       | KG: Schrattenberg Standort | An verzweigten, gebogenen Gassen in Hanglage befinden sich etwa 15 Keller; teils große giebelständige Presshäuser, teils in Schildmauerform. |
| ja   | Datei hochladen | Trift          | KG: Schrattenberg Standort | Südwestlich außerhalb des Orts liegen einander in einem breiten Graben beidseits der Wiener Straße auf 200 Metern Länge zwei Kellerzeilen gegenüber. Anmerkung: Schmidbaur fasste Burg, Trift und Dameln zu einem Kellergassensystem von 1400 Metern Länge und 180 Gebäuden, davon knapp ein Drittel Um- und Neubauten, zusammen. |

| Foto:                    | Fotografie der Kellergasse (Gesamtheit). Klicken des Fotos erzeugt eine vergrößerte Ansicht. Daneben finden sich zwei Symbole: \| Weitere Bilder vorhanden \| Das Symbol bedeutet, dass weitere Fotos des Objekts verfügbar sind. Durch Klicken des Symbols werden sie angezeigt. \| \| Eigenes Foto hochladen \| Durch Klicken des Symbols können weitere Fotos des Objekts in das Medienarchiv Wikimedia Commons hochgeladen werden. \| |
| Name:                    | Bezeichnung der Kellergasse |
| Standort:                | Es ist die Katastralgemeinde (KG) angegeben. Durch Aufruf des Links Standort wird die Lage der Kellergasse in verschiedenen Kartenprojekten angezeigt. |
| Beschreibung             | Kurze Beschreibung der Kellergasse |
| Weitere Bilder vorhanden | Das Symbol bedeutet, dass weitere Fotos des Objekts verfügbar sind. Durch Klicken des Symbols werden sie angezeigt. |
| Eigenes Foto hochladen   | Durch Klicken des Symbols können weitere Fotos des Objekts in das Medienarchiv Wikimedia Commons hochgeladen werden. |